# Janet Heidiger Kafka-díj
A Janet Heidinger Kafka-díj egy irodalmi díj az Egyesült Államokban, melyet évente adnak át szépirodalmi kategóriában kizárólag női szerzőknek.
A társadalmi nemekkel (Gender studies) foglalkozó Susan B. Anthony Intézet és a Rochester Egyetem (University of Rochester) angol tanszéke közösen már 1975 óta kitüntet amerikai írónőket.
Minden díjazott  5000$ jutalomban is részesül.
A díjat egy szerkesztőről nevezték el, aki harmincéves korában autóbalesetben halt meg. Családja, barátai és munkatársai a kiadóknál létrehozták a díjat, mintegy megemlékezve a szerencsétlenül járt Kafkára és az általa képviselt irodalmi és emberi kiemelkedő értékekre.

## Díjazottak
A lista a kiadások évei alapján készült. A díjat a kiadás után egy évvel adták át. Például a 2005-ös díjat csak 2006-ban adták át.
- 1975: Jessamyn West, The Massacre at Fall Creek, Harcourt Brace Jovanovich
- 1976: Judith Guest, Ordinary People, Viking Press
- 1977: Toni Morrison, Song of Solomon, Alfred A. Knopf
- 1978: Mary Gordon, Final Payments, Random House
- 1979: Barbara Chase-Riboud, Sally Hemings, Viking Press
- 1980: Anne Tyler, Morgan’s Passing, Alfred A. Knopf
- 1981: Mary Gordon, The Company of Women, Random House
- 1982: Mary Lee Settle, The Killing Ground, Farrer, Straus & Giroux
- 1983: Joan Chase, During the Reign of the Queen of Persia, Harper & Row
- 1984: Rosellen Brown, Civil Wars, Alfred A. Knopf
- 1985: Ursula K. Le Guin, Always Coming Home, Harper & Row
- 1986: Hortense Calisher, The Bobby Soxer, Doubleday & Company
- 1987: Gail Godwin, A Southern Family, Wm. Morrow & Company
- 1988: Kathryn Davis, Labrador, Farrar, Strauss & Giroux
- 1989: Marianne Wiggins, John Dollar, Harper & Row
- 1990: Valerie Martin, Mary Reilly, Doubleday & Company.
- 1990: Karen Tei Yamashita, Through the Arc of the Rain Forest, Coffee House Press
- 1993: Sherri Szeman, The Kommandant’s Mistress, Harper Collins
- 1994: Ann Patchett, Taft, Houghton Mifflin Company
- 1995: Melissa Pritchard, The Instinct for Bliss, Zoland Books
- 1996: Kathleen Cambor, The Book of Mercy, Farrar, Straus & Giroux
- 1997: Cristina García, The Agüero Sisters, Alfred A. Knopf
- 1998: Nicole Mones, Lost in Translation, Delacorte Press
- 1999: Susan Hubbard, Blue Money, University of Missouri Press
- 2000: Carrie Brown, The Hatbox Baby, Algonquin Books of Chapel Hill
- 2001: Edie Meidav, The Far Field: A Novel of Ceylon, Houghton Mifflin Company
- 2002: Joyce Hackett, Disturbance of the Inner Ear, Carroll & Graf
- 2003: Kate Moses, Wintering, St. Martin's Press
- 2004: Sarah Shun-lien Bynum, Madeliene Is Sleeping, Harcourt, Inc.
- 2005: Jill Ciment, The Tattoo Artist, Pantheon Books
- 2006: Nell Freudenberger, The Dissident, Ecco
- 2007: Miranda Beverly-Whittemore, Set Me Free, Warner Books
- 2008: Saher Alam, The Groom to Have Been, Spiegel & Grau
- 2009: Isla Morley, Come Sunday, Farrar, Straus & Giroux
- 2010: Linda LeGarde Grover, The Dance Boot, University of Georgia Press
- 2011: Amy Waldman, The Submission, Farrar, Straus and Giroux
- 2013: Anna Keesey, Little Century[2]